# Cantone di San Rafael
Il cantone di San Rafael è un cantone della Costa Rica facente parte della provincia di Heredia.

## Geografia antropica

### Suddivisioni amministrative
Il cantone  è suddiviso in 5 distretti:
- Angeles
- Concepción
- San Josecito
- San Rafael
- Santiago